# チュパチャップス
チュパチャップス（Chupa Chapps）は、吉本興業に所属していたお笑いコンビ。通称『チュパ』。1991年結成。1999年解散。

## メンバー
- 星田 英利（ほしだ ひでとし、1971年8月6日 - ）

ボケ・ネタ作り担当。
コンビ解散後、芸名を『ほっしゃん。』に改名したが、現在は再び星田英利名義で活動している。
- 宮川 大輔（みやがわ だいすけ、1972年9月16日 - ）

ツッコミ担当。

## 略歴
共にNSC9期生。星田は高校卒業後すぐにNSCに入学したのに対し、宮川は高校生の時に宮川の父親の同級生であった関西テレビアナウンサーの、桑原征平（2004年に定年退職によりフリーに転身）の紹介で、中途入学でNSCに入学しており（その後高校は卒業している）、星田の方が年上である。NSC卒業後『ギャグパラダイス』を解散した星田が宮川を誘う形で1991年3月にコンビ結成。同年、吉本興業の若手6組によるユニット『吉本印天然素材』（後に天然劇場と改称）に参加。結成当時のコンビ名は、森永製菓の飴の名前をそのまま拝借し『チュッパチャップス』だった。「森永からCMの仕事が来るのでは」と期待していたが、その期待とは裏腹に逆にクレームを受け、『ッ』を1つ抜き、『チュパチャップス』に改名した。
ネタは主にコントを行っていた。
コンビ時代末期は仲が悪く、宮川が星田の言動に常にイライラしていた。『ナンバ壱番館』によると、天然劇場が終了し、仕事が激減し悩んでいたある日、宮川が星田の祖父の形見であるタバコを勝手に吸い、しかも「まずい」と一口でもみ消してしまったことがコンビ仲を引き裂く決定的な原因であった。
解散後、宮川は元々やりたかった俳優業を中心に活動。その後、ルミネtheよしもとの新喜劇に出演し芸人として復帰したが仕事は少なく、星田も4年間で仕事が3本しか無いなど共に低迷時代が長く続いた。
2005年2月に星田改め『ほっしゃん。』が『R-1ぐらんぷり』で優勝した頃より少しずつテレビでの露出が増えた。『めちゃ2イケてるッ!』『やりすぎコージー』『人志松本のすべらない話』『満天☆青空レストラン』などで共にピン芸人としており、コンビ時代よりも遥かに露出が増えている。
現在は、2人とも俳優業で活動している。なお、宮川はバラエティ番組にも多く出演している。

## テレビ・ラジオ出演
- 吉本印天然素材
- ワイドABCDE〜す
- ピッカピカ天然素材!
- 吉本東京新発売
- 超天然銀座
- 天然超アスリート→銀座天然劇場 夜中の天丼
- 急性吉本炎→慢性吉本炎
- 所のジオ玉
- 吉本・伝馬町劇場 生だ! SHIZUOKA金ゴロー（1994年、テレビ静岡） - MC
- 吉本印天然ラジオ（ラジオ大阪、木曜日）
- よしもとDAウー（ラジオ大阪、火曜日）